# 심오택

심오택(沈五澤, 1957년 ~ )은 대한민국 제4대 국무총리 비서실 실장을 지낸 前 공무원이다. 현재 사행산업통합감독위원회 위원장이다.  

## 학력
- 1976년 살레시오고등학교 졸업
- 1981년 한국외국어대학교 무역학 학사
- 1983년 서울대학교 행정대학원 정책학 석사
- 1999년 토론토 대학교 대학원 정치학ᆞ경영학 석사
- 2009년 연세대학교 대학원 행정학 박사

## 경력
- 1983년 제27회 행정고시 합격
- 행정조정실 제4행정조정관실
- 국무조정실 규제개혁3심의관실
- 국무조정실 평가종합제도과 과장
- 2001년 국무조정실 총무과 과장
- 2002년 10월 국무조정실 기획총괄과 과장
- 2005년 11월 국무조정실 규제개혁조정관실 규제개혁1심의관
- 2007년 제17대 대통령직인수위원회 정무분과 전문위원
- 2007년 2월 국무조정실 정책상황실장
- 2007년 12월 국무조정실 기획관리조정관실 정책홍보심의관
- 2008년 3월 국무총리실 국정운영실 총괄정책관
- 2009년 2월 국무총리실 정책분석평가실 평가총괄정책관
- 2010년 5월 대통령 직속 국가브랜드위원회 사업지원단 단장
- 2011년 4월 국무총리실 정책분석평가실 실장
- 2012년 5월 국무총리실 사회통합정책실 실장
- 2013년 4월 ~ 2015년 7월 국무조정실 국정운영실 실장
- 2015년 7월 ~ 2017년 6월 국무총리 비서실장[1][2][3]
- 2024년 7월 ~ 제9대 사행산업통합감독위원회 위원장[4]
- 주택도시보증공사 이사회 의장 (비상임이사)